# Autostrada A1 (Franța)
Autostrada A1 (în franceză Autoroute A1) este o șosea rapidă de tip autostradă care leagă orașele franceze Paris și Lille. Este numită și „autostrada Nordului” sau „autostrada Paris-Lille”. Construcția a început în 1950 între Lille și Carvin, iar autostrada a fost finalizată în 1967. Este prima autostradă care a conectat Parisul cu o metropolă franceză.
Cu o lungime de 211 km, autostrada deservește suburbiile de nord ale Parisului, inclusiv Stade de France, Le Bourget, Aeroportul Internațional Paris–Charles de Gaulle și parcul Astérix. Ulterior, traversează regiunea Picardia, paralel cu linia de mare viteză LGV Nord, fără a întâlni direct marile orașe din această zonă.
La jumătatea drumului dintre Amiens și Saint-Quentin, la aproximativ 120 km de Paris, în zona Ablaincourt-Pressoir, autostrada A1 intersectează autostrada A29. Douăzeci de kilometri mai departe, autostrada se desparte și formează autostrada A2 (numită Paris-Bruxelles). A1 continuă spre Lille, unde se intersectează cu autostrada A26 spre Calais, apoi cu autostrada A21 spre Douai și Lens, și continuă spre Villeneuve-d'Ascq prin autostrada A22. La sosirea în Lille, A1 se intersectează cu autostrada A25 spre Dunkerque.

## Istorie

### Anii 1930: diferitele proiecte
La primul congres internațional al autostrăzilor, desfășurat la Geneva între 31 august și 2 septembrie 1931, un inginer de la Ponts et Chaussées a descris un proiect de autostradă care ar fi legat Le Bourget de Lille, cu o ramificație spre Calais la nivelul Breteuil. Traseul ar fi avut 209,5 km, dintre care 84,7 km pe un tronson comun. Potrivit calculelor sale, proiectul de autostradă care ar fi legat Parisul de Lille ar fi costat 330 de milioane de franci pentru cei 209,5 km de drum, adică 1.575.000 de franci pe kilometru.
În planul Prost, drumul din nord servește în principal pentru a conecta Parisul de aeroportul Le Bourget. Traseul începe la est de aeroport, pe drumul național 2, traversând La Courneuve, Saint-Ouen-sur-Seine și ajungând la Porte Maillot, în vestul Parisului. Autostrada ar putea de asemenea prelua traficul vehiculelor care vin din Belgia sau din nordul Franței prin drumurile naționale 2 și 17.

### Anii 1950-1960: construcția și inaugurarea autostrăzii
Construcția „autostrăzii sud de Lille” a început în septembrie 1950, între partea estică a fostei zone fortificate a orașului Lille și localitatea Carvin. La acea dată, doar o porțiune din A13 fusese realizată în Franța; aceasta era una dintre primele autostrăzi „de degajare”. Șantierul a fost finalizat la 15 octombrie 1954, iar autostrada a fost inaugurată nouă zile mai târziu de Jacques Chaban-Delmas, ministrul Transporturilor, și deschisă circulației pe 15 noiembrie. Drumul a fost extins în 1954 prin podul Saint-Sauveur, construit peste liniile de ieșire ale gării Saint-Sauveur spre gara Lille-Flandres, în 1960 prin podul Flandres, construit peste calea ferată lângă gara Lille-Flandres, și în 1962 până la drumul național 17. Acest tronson terminal de la marginea centrului orașului Lille (bulevardele Paul-Painlevé, Président-Hoover, Émile Dubuisson, podul Flandres), care avea trei intersecții cu semafoare, a fost înlocuit în 1998 de „mica ocolire estică” a bulevardului periferic al orașului Lille, cu statut de autostradă.
Deși inițial se prevedea ca A1 să se termine la Porte de Paris în Saint-Denis, în 1960 s-a decis prelungirea sa până la bulevardul periferic prin cartierul Bel-Air, parțial demolat cu această ocazie, și prin La Plaine Saint-Denis. Lucrările la traseul spre Paris au început în 1961, trecând prin tronsoanele Saint-Denis – Paris (Porte de la Chapelle) și Le Bourget – Saint-Denis. Deschiderea circulației între Saint-Denis și Porte de la Chapelle a avut loc pe 17 decembrie 1965. Secțiunea sud, de pe avenue Wilson, a fost construită într-o tranșee de șase metri pentru a trece pe sub podurile feroviare, iar cei 600.000 de metri cubi de pământ excavat au fost utilizați, printre altele, la amenajarea parcului Georges-Valbon.
În 1958, a fost realizat tronsonul dintre Carvin și Gavrelle (Fresnes-lès-Montauban). Pe 30 decembrie 1964, ministrul Transporturilor, Marc Jacquet, a inaugurat 35 de kilometri de drumuri construite între Senlis și Le Bourget, primele cu taxă de drum din Franța, menite să deservească noul aeroport Roissy. Tronsonul între Senlis și Roye a fost inaugurat pe 29 noiembrie 1965 de același ministru, moment în care autostrada a primit numele de A1. Traseul s-a încheiat odată cu deschiderea secțiunilor care leagă Roye de Bapaume, pe 16 decembrie 1966, apoi Bapaume de Fresnes-lès-Montauban pe 29 noiembrie 1967. René Chopin, președintele SANEF (societatea care gestionează concesiunea autostrăzii), a declarat că proiectul autostrăzii Nordului a costat în total 1,172 miliarde de franci. Odată finalizată, autostrada A1 devine drumul rutier din Franța cu cel mai mare trafic de mărfuri, cu un flux de 10.000 de vehicule pe zi observat la nivelul stației de taxare de la Fresnes-lès-Montauban. Aceasta este prima autostradă care leagă Parisul de o metropolă franceză.

### Începând cu anii 2000: modernizarea și îmbunătățirea rețelei
Începând cu începutul anului 2008, în regiunea Île-de-France, autostrada A1 (precum și A15, A115 și o parte din drumul național RN 184) nu a mai fost iluminată din cauza furturilor de cabluri. Singura porțiune care a rămas iluminată pe autostrada A1 după aceste furturi a fost viaductul de deasupra canalului Saint-Denis. Secțiunea dintre Roissy-en-France și Senlis (Oise) a fost iluminată începând din 1990, la inițiativa SANEF, pentru a spori siguranța șoferilor. Cu toate acestea, în ianuarie 2012, SANEF a decis să întrerupă iluminatul în principal din motive de economie de energie, susținând de asemenea că acest lucru îi face pe șoferi să fie mai prudenți, ceea ce, în opinia lor, reduce accidentele rutiere.
Din 22 aprilie 2009, a fost implementată o bandă experimentală dedicată taxiurilor și autobuzelor între aeroportul Roissy și Paris.
Între Carvin și Lesquin, drumul a fost reabilitat în verile anilor 2011, 2012 și 2013.
Punctele de taxare Chamant și Fresnes-lès-Montauban au fost renovate în 2013.
Începând din 2017, au fost realizate îmbunătățiri pentru a preveni accidentele pe autostrada A1. Vechea rețea de iluminat a fost înlocuită cu echipamente moderne cu diode electroluminescente (LED), rețelele de alimentare electrică au fost reabilitate și securizate, iar posturile de înaltă tensiune au fost, de asemenea, modernizate. De la Paris până la  ieșirea 5 Le Bourget, autostrada A1 este din nou iluminată.
Începând cu 3 octombrie 2022, pe tronsonul dintre Dourges și Lille, au fost instalate porticuri pentru reglementarea vitezei. Aceste măsuri au fost implementate pentru a fluidiza traficul și pentru a îmbunătăți siguranța rutieră pe acest segment al autostrăzii A1, unul dintre cele mai circulate din regiune.

Începând din iulie 2024, autostrada A1 este iluminată din Paris până la Aeroportul Internațional Paris–Charles de Gaulle. Această măsură a fost implementată pentru a îmbunătăți vizibilitatea și siguranța rutieră pe acest tronson foarte frecventat, mai ales în contextul traficului intens către unul dintre cele mai mari aeroporturi internaționale din Europa.

## Descriere

### Caracteristici

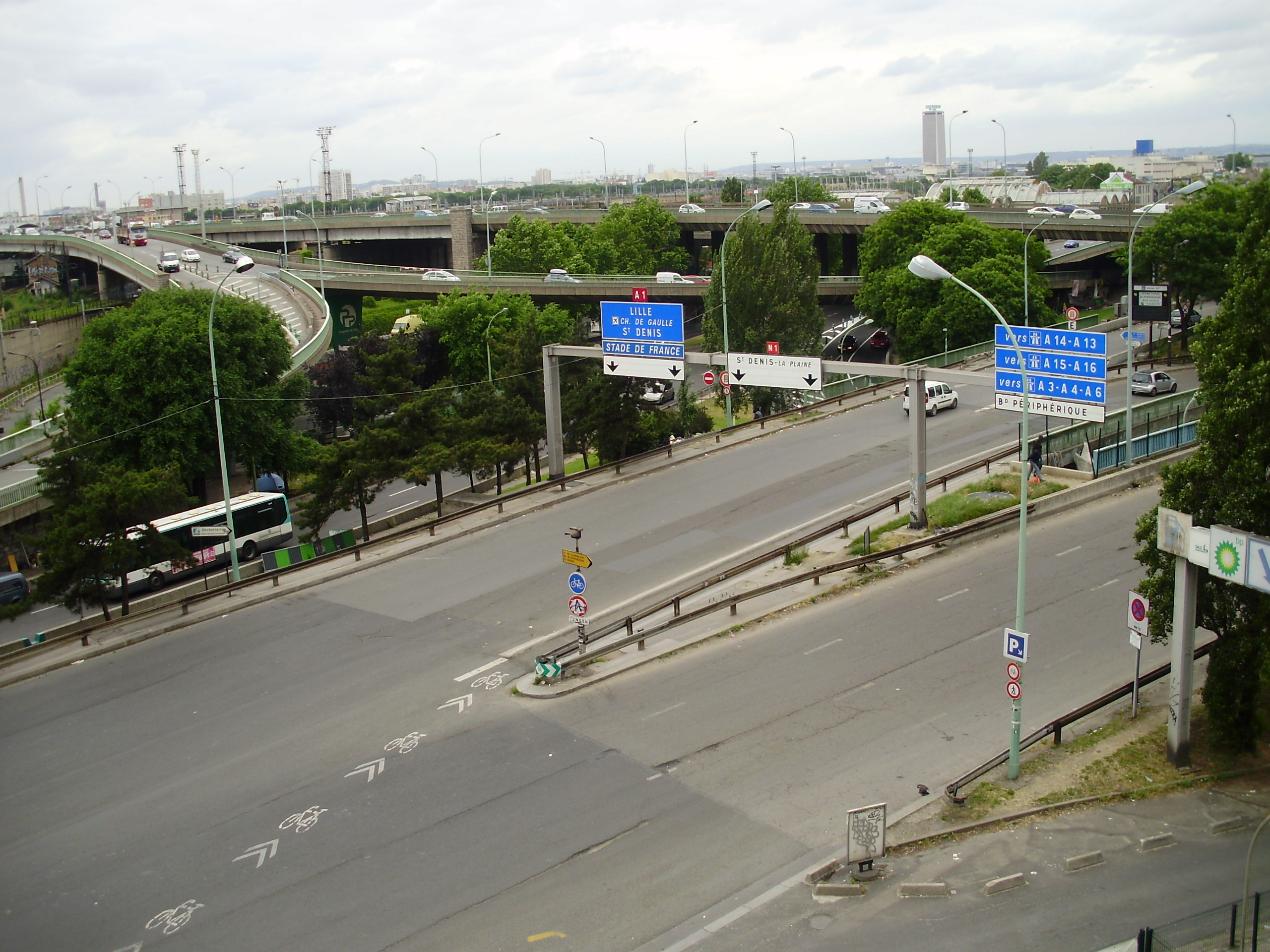
Intersecția de la Porte de la Chapelle, la Paris.

Autostrada A1 leagă Porte de la Chapelle, situată pe bulevardul periferic din Paris, de autostrada A25 și de drumul național 356 în apropiere de Lille, având o lungime totală de 211 km. De-a lungul unei porțiuni între Longueil-Sainte-Marie și Carvin, autostrada este paralelă cu linia de mare viteză LGV Nord. De asemenea, autostrada A1 trece pe sub Aeroportul Internațional Paris–Charles de Gaulle, oferind acces rapid între Paris și nordul Franței.
Autostrada A1 este concesionată către Societatea Autostrăzilor din Nordul și Estul Franței (SANEF) pentru segmentul cu plată, până la 31 decembrie 2032. Între nodul rutier al autostrăzii A21 și drumul național 356, autostrada se află sub administrarea Direcției Interdepartamentale a Drumurilor Nord (DIR Nord), responsabilă de gestionarea și întreținerea acestui tronson.
Autostrada A1 este, de asemenea, parte a mai multor rute europene principale, după cum urmează:
- E19: de la ieșirea 1 de la Porte de la Chapelle până la intersecția cu autostrada A1 / A2;
- E15: de la intersecția autostrăzii A1 / A3 / A170 până la intersecția A1 / A26;
- E17: de la intersecția A1 / A26 până la intersecția A1 / A22;
- E42: de la intersecția A1 / A22 până la intersecția A1 / A25.

Radio Sanef 107.7 acoperă întreaga autostradă A1, oferind informații în timp real despre condițiile de trafic, lucrările rutiere, incidentele și alte evenimente importante de pe traseu. Este un serviciu dedicat șoferilor, util pentru a asigura o călătorie mai sigură și mai eficientă pe autostrăzile gestionate de Sanef.
| Ieșiri                                                                | |                          |
| De la Paris la Roissy (Concesiune DIRIF - Sectiune gratuită)          | |                          |
| Intersecție                                                           | intrarea pe A1 dinspre Bulevardul periferic Paris (Intersecția de la Porte de la Chapelle) la km 0. Bulevardul periferic Vest: Rouen (A13) Bulevardul periferic Est: Metz-Nancy (A4) Paris Centre : Paris-Porte de la Chapelle | A13 A4                   |
| 1 - Saint-Denis - La Plaine                                           | Saint-Denis (direcția Paris → Lille) | RD931                    |
|                                                                       | Trecerea din departamentul Paris în departamentul Seine-Saint-Denis |                          |
|                                                                       | Limitare la 70 km/h. |                          |
|                                                                       | Limitare la 90 km/h. |                          |
|                                                                       | Tunelul Landy (1.400 m) |                          |
| 2 - Saint-Denis - Porte de Paris                                      | la 2 km: Saint-Denis, Stade de France (spre și dinspre Paris) | RD931                    |
|                                                                       | 2 × 3 benzi |                          |
|                                                                       | Viaductul Saint-Denis |                          |
|                                                                       | 2 × 4 benzi |                          |
| 3 - Saint-Denis - centre                                              | la 3,5 km: Saint-Denis, Pierrefitte-sur-Seine, Villetaneuse | RD940 RD986              |
|                                                                       | 2 × 5 benzi |                          |
| 4 - La Courneuve                                                      | La 4,5 km: Stains, Garges-lès-Gonesse, Sarcelles, Parc Georges-Valbon (Parcul departamental La Courneuve), La Courneuve (spre și dinspre Paris)                                                                                | RD901                    |
|                                                                       | 2 × 3 benzi |                          |
|                                                                       | Zona de servicii La Courneuve (în ambele sensuri) |                          |
| Intersecție                                                           | Intersecția dintre A86 și A1 la 7 km: A15, Rouen (A14), Aubervilliers, La Défense, Saint-Denis-La Plaine, Stade de France (spre și dinspre Lille)                                                                              | A86 A15 A14              |
|                                                                       | Limitare la 110 km/h. |                          |
| 4 bis - Parc des expositions de Paris-Le Bourget                      | La 7,6 km: Aeroportul Paris–Le Bourget, Dugny, Le Bourget semi-intersecție (Ieșire deschisă doar în timpul târgurilor de expoziție).                                                                                           |                          |
| 5 - Le Bourget                                                        | La 8 km: Aeroportul Paris–Le Bourget, Paris-Porte de la Villette, Le Blanc-Mesnil, Dugny, Le Bourget, La Courneuve, Drancy | RD932                    |
| Intersecție                                                           | Intersecția dintre A3 și A1 la 11 km: Paris-Porte de Bagnolet, Bobigny, Aulnay-sous-Bois, A86 (A4), Garonor, Centrul Comercial O'Parinor                                                                                       | A3 A86 A4                |
|                                                                       | Trecerea din departamentul Seine-Saint-Denis în departamentul Val-d'Oise |                          |
|                                                                       | 2 × 3 benzi |                          |
| Intersecție                                                           | Intersecția dintre A170, RD170 și A1 la 12 km: Soissons, Zona Industrială Paris-Nord 2, Parc des Expositions Paris-Nord Villepinte, (A104) Marne-la-Vallée, Gonesse, Sarcelles                                                 | A170 A104 RD170          |
| 6 - Charles-de-Gaulle                                                 | La 19 km: Aeroportul Internațional Paris–Charles de Gaulle, Louvres, Goussainville, Roissy-en-France, Zona Industrială Paris-Nord 2, Aéroville                                                                                 | A170                     |
| De la Roissy la Hénin-Beaumont (Concesiune DIRIF - Sectiune gratuită) | |                          |
|                                                                       | Tunelul Roissy (800 m) |                          |
| Intersecție                                                           | Intersecția dintre A104, RN 104 și A1 la 21 km: Amiens (A16), Cergy-Pontoise (A15), Senlis, Louvres, Goussainville, (A5) Lyon, (A4) Metz-Nancy, Torcy, Marne-la-Vallée, Meaux, Le Mesnil-Amelot                                | A104 RN104 A16 A15 A5 A4 |
|                                                                       | Limitare la 130 km/h. |                          |
|                                                                       | Zona de odihnă Chennevières (sens Lille-Paris) |                          |
|                                                                       | Zona de odihnă Villeron (sens Paris-Lille) |                          |
|                                                                       | Zona de servicii Vémars-Est (sens Paris-Lille), Vémars-Ouest (sens Lille-Paris) |                          |
| 7 - Survilliers                                                       | La 28 km: Chantilly, Survilliers, Ermenonville et Fosses |                          |
|                                                                       | Zona de odihnă Survilliers (în ambele sensuri) |                          |
|                                                                       | Trecerea din departamentul Val-d'Oise în departamentul Oise. Trecerea din regiunea Île-de-France în regiunea Hauts-de-France.                                                                                                  |                          |
| Parc Astérix                                                          | La 33 km (Accesul la Parcul Astérix este gratuit din regiunea pariziană și de la ieșirea nr. 7.) |                          |
| 8 - Senlis                                                            | La 42 km: Senlis, Creil, Crépy-en-Valois, Meaux | RD1324                   |
| Punct de taxare                                                       | Punctul de taxare Chamant (cu sistem închis) |                          |
|                                                                       | Zona de odihnă Roberval-Est (sens Paris-Lille), Roberval-Ouest (sens Lille-Paris) |                          |
| 9 - Compiègne-sud                                                     | La 58 km: Pont-Sainte-Maxence, Compiègne |                          |
|                                                                       | Zona de odihnă Chevrières (sens Paris-Lille), Longueil-Sainte-Marie (sens Lille-Paris) |                          |
| 10 - Compiègne-ouest                                                  | La 66 km: Compiègne, Beauvais, Noyon, Clermont, Estrées-Saint-Denis, Arsy | RN31 E46                 |
|                                                                       | Zona de odihnă Remy (sens Paris-Lille), Bois d'Arsy (sens Lille-Paris) |                          |
| 11 - Compiègne-nord                                                   | La 81 km: Compiègne, Saint-Just-en-Chaussée, Montdidier sau Zona de servicii Ressons-Ouest (sens Lille-Paris), Ressons-Est (sens Paris-Lille) (ieșirea de pe autostradă nu este accesibilă din Zona de servicii)               | RD935                    |
|                                                                       | Trecerea din departamentul Oise în departamentul Somme. |                          |
|                                                                       | Zona de odihnă Tilloloy-Est (sens Paris-Lille), Tilloloy-Ouest (sens Lille-Paris) |                          |
| 12 - Roye                                                             | La 101 km: Roye, Chauny et Tergnier | RD934                    |
|                                                                       | Zona de odihnă Goyencourt-Est (sens Paris-Lille), Goyencourt-Ouest (sens Lille-Paris) |                          |
|                                                                       | Zona de odihnă Fonches-Fonchette (sens Paris-Lille), d'Hattencourt (sens Lille-Paris) |                          |
| Intersecție                                                           | Intersecția dintre A29 și A1 la 118 km: Rouen, Saint-Quentin, Amiens, Reims (A26) | A29 A26                  |
| 13 - Péronne-sud                                                      | La 121 km: Saint-Quentin, Péronne, Gările TGV Haute-Picardie | RD1029                   |
|                                                                       | Zona de servicii Cœur des Hauts-de-France (fostă Assevillers) (în ambele sensuri) |                          |
|                                                                       | Zona de odihnă Feuillères (sens Paris-Lille) |                          |
| 13.1 - Péronne-nord                                                   | La 132 km: Albert și Péronne sau Zona de odihnă Maurepas (sens Lille-Paris) ieșirea de pe autostradă nu este accesibilă din zona de odihnă.                                                                                    | RD938                    |
| Intersecție                                                           | Intersecția dintre A2 și A1 la 137 km: Liège, Bruxelles, Mons, Valenciennes, Cambrai (spre și dinspre Paris) | A2                       |
|                                                                       | Trecerea din departamentul Somme în departamentul Pas-de-Calais. |                          |
|                                                                       | Zona de odihnă Beaulencourt (sens Paris-Lille) |                          |
| 14 - Bapaume                                                          | La 147 km: Bapaume, Albert | RD930                    |
|                                                                       | Zona de servicii Saint-Léger (sens Lille-Paris) |                          |
|                                                                       | Zona de odihnă Croisilles (sens Paris-Lille) |                          |
|                                                                       | Zona de servicii Wancourt-Est (sens Paris-Lille), Wancourt-Ouest (sens Lille-Paris) |                          |
| 15 - Arras                                                            | La 166 km: Arras | RD939                    |
| Intersecție                                                           | Intersecția dintre A26 și A1 la 170 km: Calais, Lyon (A5-A31), Metz (A4), Reims, Béthune, Boulogne-sur-Mer | A26 A5 A31 A4            |
| Punct de taxare                                                       | Punctul de taxare Fresnes-lès-Montauban (cu sistem închis) |                          |
| 16 - Douai - centre                                                   | La 174 km: Douai, Arras - centru, Biache-Saint-Vaast, Vitry-en-Artois | RD950                    |
| 16.1 - Hénin-Beaumont - Z.I                                           | La 182 km: Hénin-Beaumont, Drocourt, Rouvroy |                          |
| 17 - Noyelles-Godault                                                 | La 184 km: Noyelles-Godault | RN43                     |
| Intersecție                                                           | Intersecția dintre A21 și A1 la 185 km: Lens, Hénin-Beaumont - nord | A21                      |
| De Hénin-Beaumont la Lille (Concesiunea DIR Nord - secțiune gratuită) | |                          |
| 17.1 - Plate-forme multimodale Delta 3                                | La 189 km: Platforma multimodală Delta 3-Dourges |                          |
| 18 - Carvin                                                           | La 192 km: Carvin, Libercourt, Oignies | RD917                    |
|                                                                       | Trecerea din departamentul Pas-de-Calais în departamentul Nord. |                          |
|                                                                       | Zona de servicii Phalempin (în ambele sensuri) |                          |
|                                                                       | Limitare la 110 km/h. |                          |
| 19 - Seclin                                                           | La 201 km: Seclin | RD549                    |
|                                                                       | Limitare la 90 km/h. |                          |
| 20 - Faches-Thumesnil                                                 | La 205 km: Faches-Thumesnil, Aeroportul Lille-Lesquin |                          |
| Intersecție                                                           | Intersecția dintre A22 și A1 la 207 km: Gent, Roubaix, Villeneuve-d'Ascq, Bruxelles (A27) | A22 A27                  |
|                                                                       | 2 × 5 benzi |                          |
| Intersecție                                                           | Intersecția dintre A25, RN 356 și A1 la 211 km: Dunkerque, Tunelul Canalului Mânecii, Lille - sud, La Madeleine, Bulevardul periferic Lille                                                                                    | A25 RN356                |

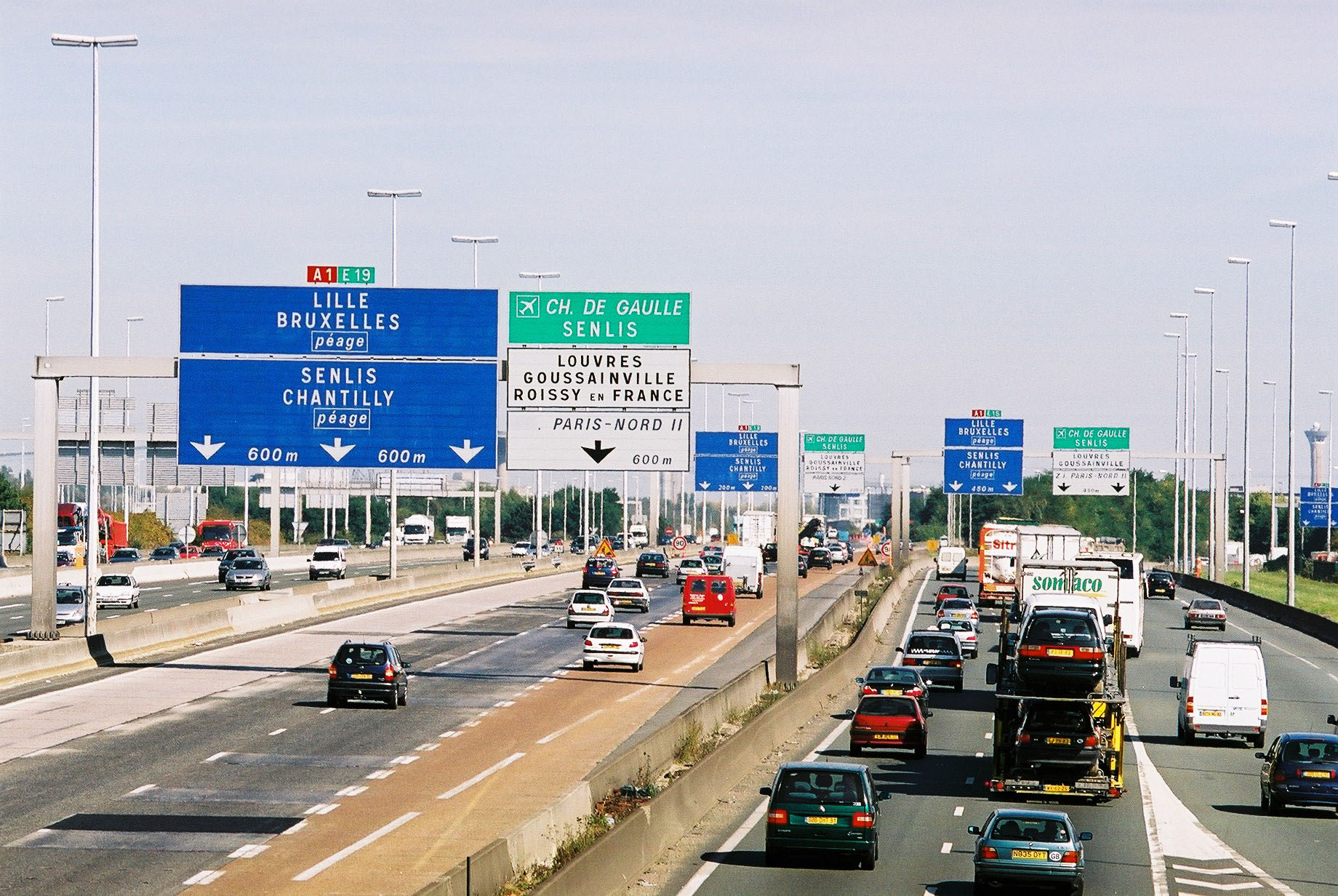
Autostrada A1 la Roissy-en-France.
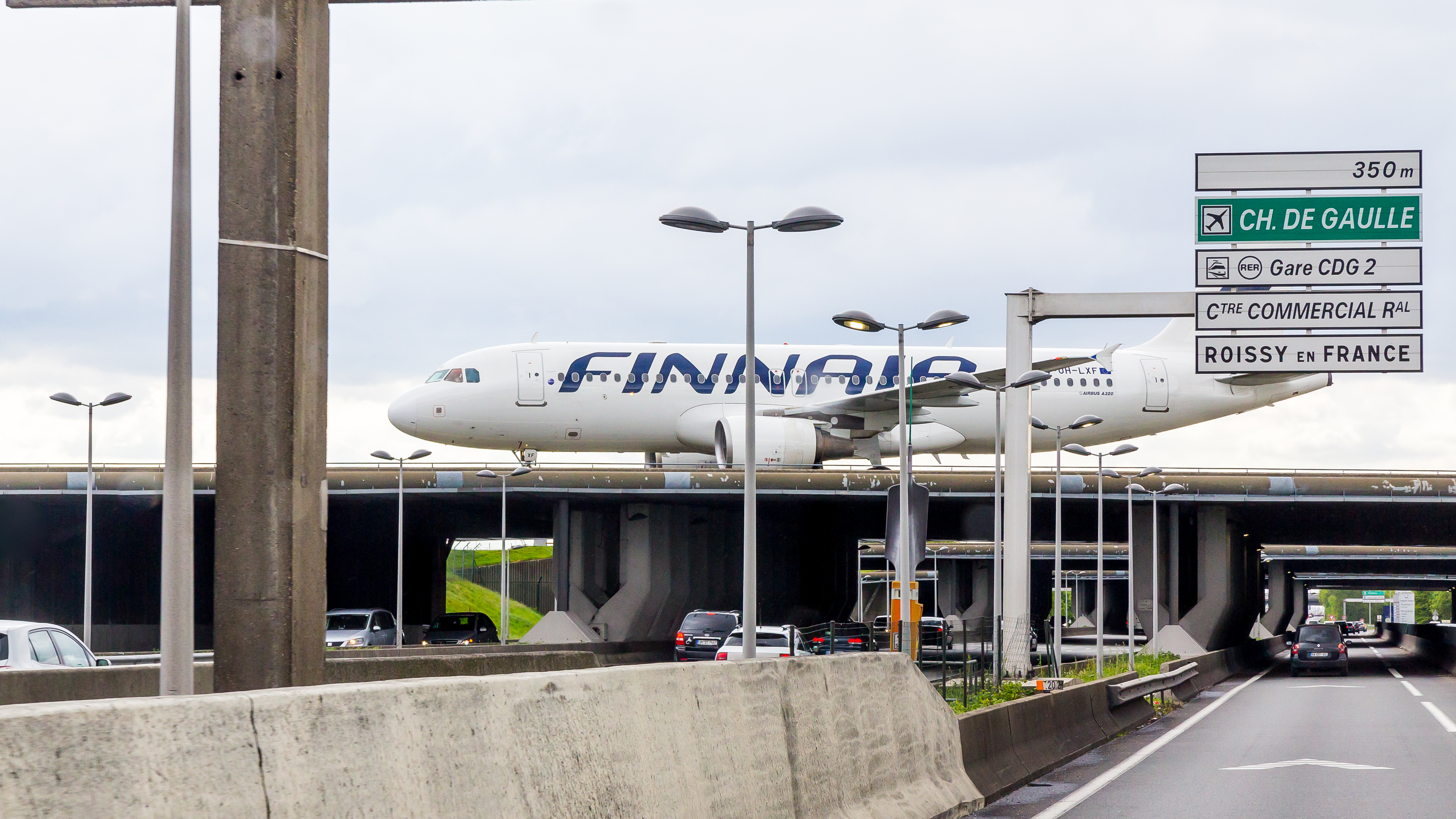
Airbus A320 al companiei Finnair decolând pe o pistă a Aeroportul Internațional Paris–Charles de Gaulle, deasupra autostrăzii A1.
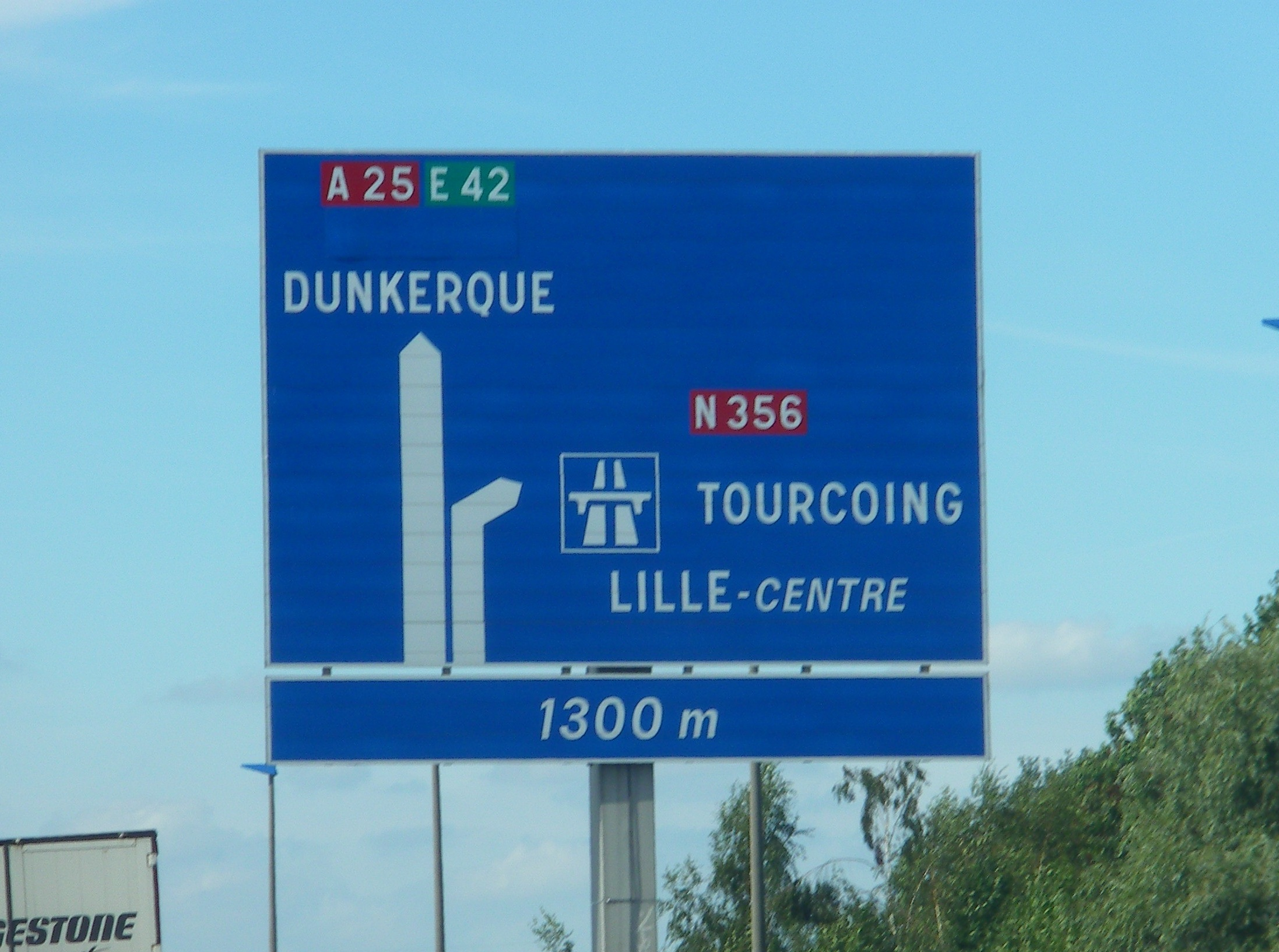
Intersecția A1-A25/RN 356 la 1300 metri.
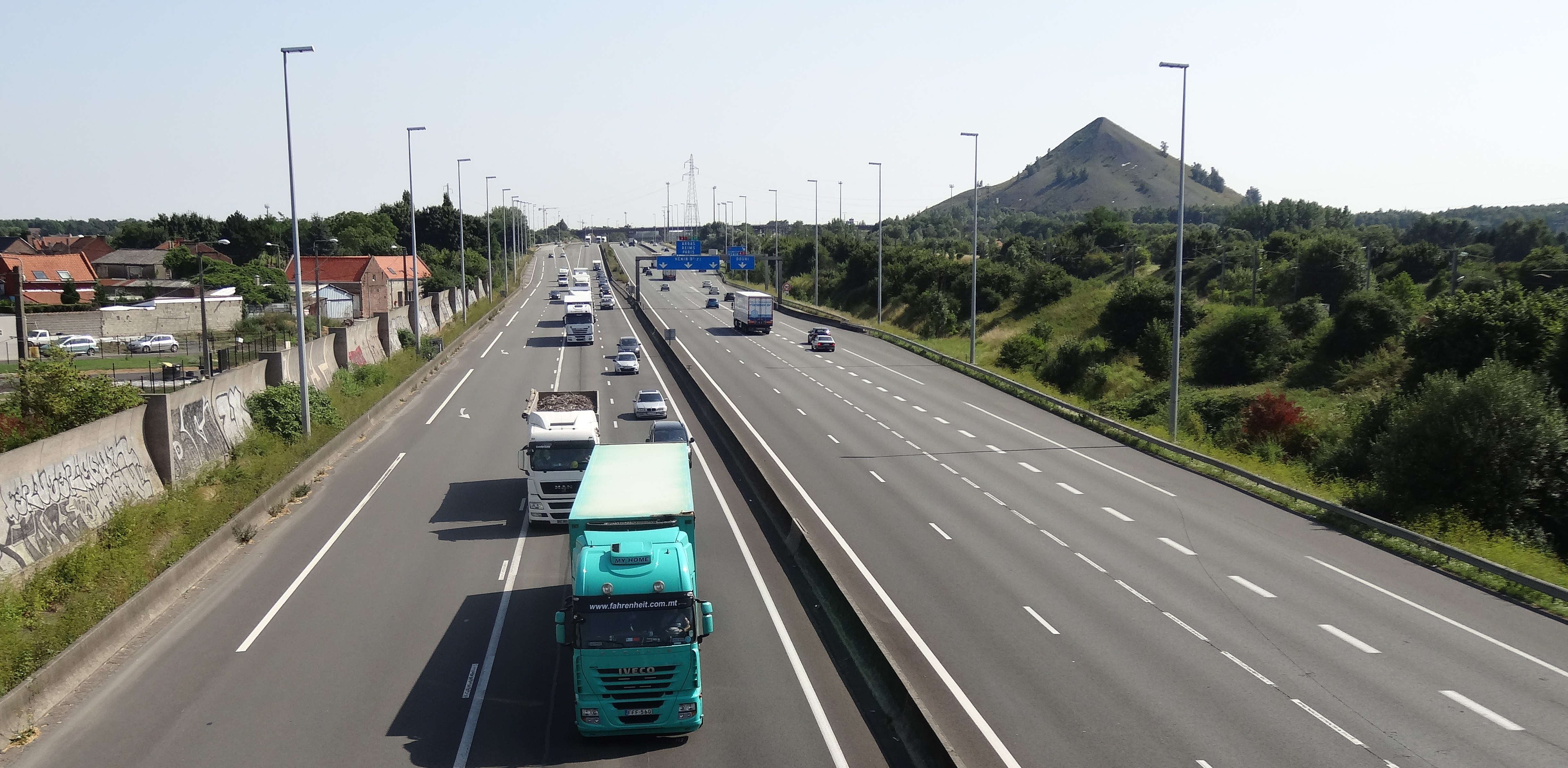
Intersecția Hénin-Beaumont-Lens deasupra A1, în apropiere de Dourges.

### Lucrări speciale
Un pasaj pentru cerbi a fost amenajat sub autostradă, în pădurea Ermenonville.

## Turism

### Locuri de vizitat în apropiere
- Saint-Denis - Catedrala din Saint-Denis, Stade de France
- Le Bourget - Musée de l'Air et de l'Espace, Parcul expozițional
- Roissy-en-France - Aeroportul Internațional Paris–Charles de Gaulle
- Plailly - parcul Astérix[n 1]
- Chantilly - Musée Condé, Muzeul Calului, hipodromul
- Ermenonville - Parcul Jean-Jacques-Rousseau (grădină peisagistică din secolul al XVIII-lea)
- Senlis - Catedrala Notre-Dame, arenele galo-romane
- Pont-Sainte-Maxence - Pădurea Halatte, abația regală de Moncel, castelul Beaurepaire (cea mai frumoasă grădină din secolul al XIV-lea), biserica Sainte-Maxence (una dintre rarele biserici complet gotice)
- Compiègne - castelul imperial
- Péronne - muzeul primului război mondial
- Louvres - muzeul de arheologie

### Departamente, regiuni traversate
- Île-de-France
  - Seine-Saint-Denis (93)
  - Val-d'Oise (95)
- Hauts-de-France
  - Oise (60)
  - Somme (80)
  - Pas-de-Calais (62)
  - Nord (59)

## Impact
La momentul construcției sale, autostrada a fost considerată „șantierul secolului”. Aceasta a dat naștere unor scene de mare interes din partea publicului, în timp ce, pentru personalul angajat în realizarea lucrării, condițiile de muncă au fost deosebite: 
„ Pe unele părți ale șantierului, a fost chiar nevoie să se pună sârme ghimpate. Oamenii veneau, duminica, să viziteze locurile și circulau pe straturile înainte de turnarea bitumului... Atmosfera era formidabilă. Era ca în Vestul Sălbatic. Nu se numărau orele. Să lucrezi șaisprezece ore pe zi la un astfel de proiect era ceva obișnuit... De atunci, pentru un proiect comparabil, personalul a fost considerabil redus, iar timpul necesar s-a redus la jumătate. ”
În 1961, în timpul construcției autostrăzii din Artois, agricultorii expropriați au solicitat o reîmpărțire a terenurilor lor. Aceasta a fost aprobată încă din anul următor, printr-o lege complementară la legea de orientare agricolă, având efect retroactiv.
Acoperirea A1 în zona Saint-Denis a fost atunci respinsă de stat, ceea ce a dus la degradarea condițiilor de viață și la închiderea magazinelor. Aceasta a fost realizată doar în momentul construcției Stade de France.